# Stictopisthus chinensis
Stictopisthus chinensis là một loài tò vò trong họ Ichneumonidae.